# University of Kurdistan Hewlêr

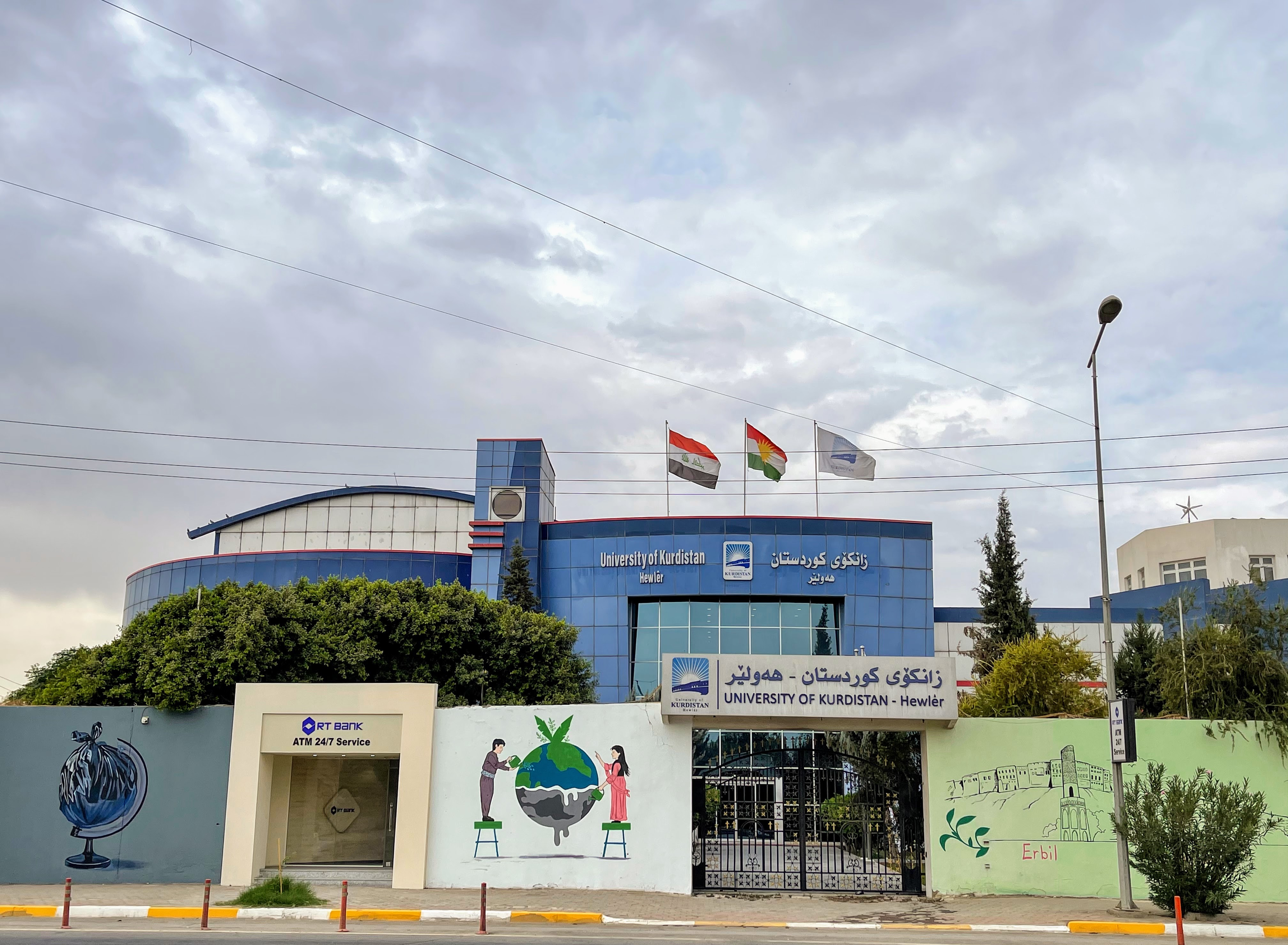
University of Kurdistan Hewlêr

Die University of Kurdistan Hewlêr (UKH; auch University of Kurdistan Hawler) ist eine staatliche Hochschule in Erbil, der Hauptstadt der Region Irakisch-Kurdistan. Sie wurde 2006 gegründet.
Sie unterhält Fakultäten für:
- Social Sciences
- Business and Management
- Computer Science and Engineering
- Medizin

Es gibt die Möglichkeit Bachelor-, Master- und Doktorgrade zu erwerben.